# Tatiana Štefanovičová
Tatiana Štefanovičová (Pozsony, 1934. március 10. – 2021. január 3.) szlovák régész, történész és egyetemi előadó. Elsősorban a szláv és középkori régészettel foglalkozott, azon belül Pozsony és vára régészetével.

## Élete
1958-ban végzett a pozsonyi Comenius Egyetemen. 1958-1962 között a Pozsony Városi Múzeumban dolgozott, majd 1964-ig a nyitrai Régészeti Intézetben. 1964-2004 között a Comenius Egyetem Régészeti Tanszékének előadója volt. 
1958-1964 között a pozsonyi vár ásatásán dolgozott, majd vezette azt. 1959-ben Belo Pollával a nagymorva birodalom idejére kelteztek bizonyos épületmaradványokat.
1972-től kandidátus, 1980-ben docens fokozatot szerzett. 2009-ben a DS párt színeiben indult a szlovák európai parlamenti képviselő-választásokon.

## Főbb Művei
- 1969 Bratislavský hrad (társszerző)
- 1975 Bratislavský hrad v 9. až 12. storočí
- 1988 Osudy starých Slovanov
- 1993 Najstaršie dejiny Bratislavy
- 2004 Dóm sv. Martina v Bratislave
- 2005 Príspevok k nálezom z doby rímskej z Bratislavy. Východoslovenský pravek 7, 23-30.

## Elismerései
- 2005 Pribina kereszt II. osztálya